# Association Swane
 (juillet 2020).
 (juillet 2020).
Pour les articles homonymes, voir Swane.
L'association Swane est une association loi de 1901, créée en 2003 en France qui aide des enfants hospitalisés en séjour longue durée à réaliser leur propre magazine : La Plume de Swane. En 2020, plus de 1 500 enfants avaient participé à la création d'une quarantaine de numéros de La Plume de Swane.

## Histoire
En 2003, Françoise Montabric fonde l'association Swane. Marraine d'une petite Swane, alors hospitalisée à l'hôpital Trousseau pour une tumeur, elles ont ensemble l'idée de créer un magazine qui serait fait part et pour les enfants hospitalisés. Elles sont convaincues que le projet permettrait à ces enfants de sortir de leur isolement et de reprendre confiance en eux dans ces moments difficiles .
En septembre 2003, le premier numéro de La Plume de Swane parait. Il a été réalisé par des enfants hospitalisés dans le service hématologie de l'hôpital Armand-Trousseau grâce à l'aide de journalistes bénévoles. Ils interviendront par la suite dans le service oncologie.
Depuis, grâce au soutien de donateurs particuliers, d’entreprises, de partenaires institutionnels et associatifs, l'association Swane a pu pérenniser et développer son action.
En 2014, l'association signe une convention avec le Centre hospitalier universitaire de Nantes. Une équipe de journalistes bénévoles se forme et interviendra chaque semaine dans les services hématologie, oncologie et de pédiatrie générale .
En 2018, l'association signe une convention avec l'hôpital Necker-Enfants malades. Les journalistes bénévoles interviendront dans les services néphrologie, dialyse, gastro-entérologie, chirurgie viscérale, réanimation et USC médico-chirurgical une fois par semaine.
En 2018, l'association Swane crée un webzine pour que les enfants puissent également publier des articles en ligne .

## Organisation

### Les journalistes bénévoles
Les journalistes bénévoles de l'association Swane interviennent une fois par semaine dans chaque hôpital et tout au long de l’année. 
Intervenants seuls ou en binôme au chevet des enfants, ils les aident à réaliser des articles et des illustrations pour La Plume de Swane ou le webzine en leur transmettant les règles et valeurs essentielles de leur métier 

### Le parrain
L'association est parrainée depuis septembre 2019 par le journaliste Martin Weill.

## La Plume de Swane
La Plume de Swane est le magazine de l'association Swane rédigé et illustré par des enfants hospitalisés en séjour longue durée avec l'aide de journalistes bénévoles. Ce magazine de 32 pages et de qualité professionnelle parait quatre fois par an avec à chaque fois une thématique différente qui leur permet de s'exprimer (le rire, la peur, la famille, l'aventure, etc.). Il est distribué dans les grandes Fnac parisiennes et 20 librairies partenaires à Paris et en région. 